# Margret Fürer
Margret Fürer (née le 27 novembre 1927 à Giessen et morte le 18 mars 2012) est une chanteuse et humoriste allemande.

## Biographie
Fürer étudie plusieurs semestres la musique à la Folkwang Universität à Essen.
De 1950 à 1953, elle fait partie de l'ensemble du cabaret "Die Amnestierte", fondé à Kiel en 1947, et fait une tournée avec lui. En octobre 1953, elle est chanteuse dans le groupe The Penny Pipers, où elle apparaît aux côtés de Herbert Dentler, Ulrich Rose et Paul Rumpen puis dans les années 1960 au sein du Dentler-Terzett.
Le 20 janvier 1958, elle participe à la sélection de l'Allemagne pour le Concours Eurovision de la chanson 1958 à la Kleine Westfalenhalle de Dortmund.
En 1958, elle enregistre également des chansons avec Bill Ramsey et le Hazy Osterwald Sextett. Elle participe avec les Penny Pipers au Deutsche Schlager-Festspiele 1966 à Baden-Baden et atteint avec la chanson Gammelshake la 11e place sur douze participants.

## Discographie
Singles
- 1957 : Der Nowak läßt mich nicht verkommen / Die Liebe in der Milchbar (avec les Penny-Pipers)
- 1958 : Yes, Fanny, ich tu das / So ein Stroll in Tirol (avec Bill Ramsey et le Hazy Osterwald Sextett) – en tant que Bill Ramsey et Die sieben Raben
- 1958 : Ich hab’ geträumt (Na und?) / Jenny Smith
- 1959 : Geh niemals fort / Ach, ich wünsch’ mir einen Mann
- 1959 : Es war in Panama / Ach, Hugo
- 1960 : Muß es denn immer so sein / Mein Dixieland (avec Billy Sanders)
- 1961 : Camping (Camping-Bericht) / Frag’ nicht nach Sonnenschein (avec le Dentler-Terzett)
- 1966 : Gammelshake / Spiel nicht Katz und Maus mit mir (avec les Penny-Pipers)

## Source de la traduction
- (de) Cet article est partiellement ou en totalité issu de l’article de Wikipédia en allemand intitulé « Margret Fürer » (voir la liste des auteurs).